# Geamăna (gmina Drăgoești)
Geamăna – wieś w Rumunii, w okręgu Vâlcea, w gminie Drăgoești. W 2011 roku liczyła 381 mieszkańców.